# Sezonul de snooker 2008/2009
Sezonul de snooker 2008/2009 reprezinta o serie de turnee de snooker ce se desfășoară între 2008 și 2009. 
| Dată            | Turneu                     | Localitate | Câștigător        | Finalist          | Scor |
| 24 aug - 31 aug | Northern Ireland Trophy    | Belfast    | Ronnie O’Sullivan | Dave Harold       | 9-3  |
| 29 sep - 5 oct  | Shanghai Masters           | Shanghai   | Ricky Walden      | Ronnie O’Sullivan | 10-8 |
| 11 oct - 19 oct | Grand Prix                 | Glasgow    | John Higgins      | Ryan Day          | 9-7  |
| 8 nov - 15 nov  | Bahrain Championship       | Manama     | Neil Robertson    | Matthew Stevens   | 9-7  |
| 13 dec - 21 dec | UK Championship            | Telford    | Shaun Murphy      | Marco Fu          | 10-9 |
| 11 ian - 18 ian | Masters                    | Londra     | Ronnie O'Sullivan | Mark Selby        | 10-8 |
| 16 feb - 22 feb | Welsh Open                 | Newport    | Allister Carter   | Joe Swail         | 9-5  |
| 30 mar - 5 apr  | China Open                 | Beijing    | Peter Ebdon       | John Higgins      | 10-8 |
| 18 apr - 4 mai  | World Snooker Championship | Sheffield  | John Higgins      | Shaun Murphy      | 18-9 |